# Breuil-Barret

Breuil-Barret este o comună în departamentul Vendée, Franța. În 2009 avea o populație de 644 de locuitori.